# Philip Lever (3e vicomte Leverhulme)
Philip William Bryce Lever, 3e vicomte Leverhulme (1er juillet 1915 - 4 juillet 2000) est un pair britannique et un passionné de Sport hippique.

## Jeunesse
Il est le fils unique de William Lever (2e vicomte Leverhulme) et de sa première épouse, Marion Beatrice Smith. Il est né le 1er juillet 1915. Il fait ses études au Collège d'Eton et au Trinity College de Cambridge.

## Carrière
Pendant la Seconde Guerre mondiale, il sert au Moyen-Orient avec le Cheshire Yeomanry et est plus tard colonel honoraire. Après la guerre, il gère les domaines de son père à Thornton Manor. En 1954, il achète le domaine Badanloch, à Sutherland, en Écosse.
En 1949, il hérite des titres de son père et est nommé Lord-lieutenant du Cheshire cette année-là, poste qu'il occupe jusqu'en 1990, faisant de lui le plus ancien Lord-lieutenant du pays.
Sa passion de toujours sont les courses de chevaux, le sujet de son discours inaugural en 1976 à la Chambre des lords. Propriétaire de chevaux de course, il est président de l'hippodrome de Chester et steward principal du Jockey Club. Il est un soutien du Animal Health Trust, un établissement de recherche vétérinaire. Il est chancelier de l'Université de Liverpool de 1980 à 1993 et nommé chevalier de la jarretière en 1988.

## Mariage et descendance
Le 1er juillet 1937, il épouse Margaret Ann Moon (décédée en 1973) et ils ont trois filles:
- Susan Elizabeth Moon Lever (née en 1938), mariée à (Hercules) Michael Pakenham.
- Victoria Marion Ann Lever (née en 1945), mariée (1) Richard Pole, 13e baronnet, (2) Gordon Apsion, (3) Peter Tower.
- (Margaret) Jane Lever (née en 1947), épouse Algernon Heber-Percy.

Il est décédé le 4 juillet 2000. Comme Leverhulme est le dernier descendant masculin du 1er vicomte et est mort sans héritiers mâles en 2000, ses titres ont disparu.